# Mikhail Khleborodov
Mikhail Khleborodov (russisk: Михаи́л Льво́вич Хлеборо́дов) (født 9. marts 1967 i Moskva, død 5. maj 2023) var en russisk filminstruktør.

## Filmografi
- Paragraf 78 (Параграф 78, 2007)[2][3]